# Kladno
Kladno é uma cidade checa localizada na região da Boêmia Central, distrito de Kladno.

Está localizada a cerca de 25 km a noroeste de Praga.

## Cidades irmãs
- Bellevue, Estados Unidos
- Vitry-sur-Seine, França
- Podolsk, Rússia
- Aachen, Alemanha

## Ligações exteriores
- Página oficial de Kladno